# 上八川村
上八川村（かみやかわむら）は、高知県吾川郡にあった村。現在のいの町上八川甲・上八川乙・上八川丙にあたる。

## 地理
- 山岳：陣ヶ森、樫ヶ峰
- 河川：上八川川

## 歴史
- 1889年（明治22年）4月1日 - 町村制の施行により、近世以来の上八川村が単独で自治体を形成。
- 1956年（昭和31年）6月1日 - 小川村・清水村・下八川村と合併して吾北村が発足。同日上八川村廃止。